# Elecciones estatales de Hesse de 1987
Las elecciones al Parlamento de Hesse de 1987 se celebraron el 5 de abril de 1987.

## Campaña

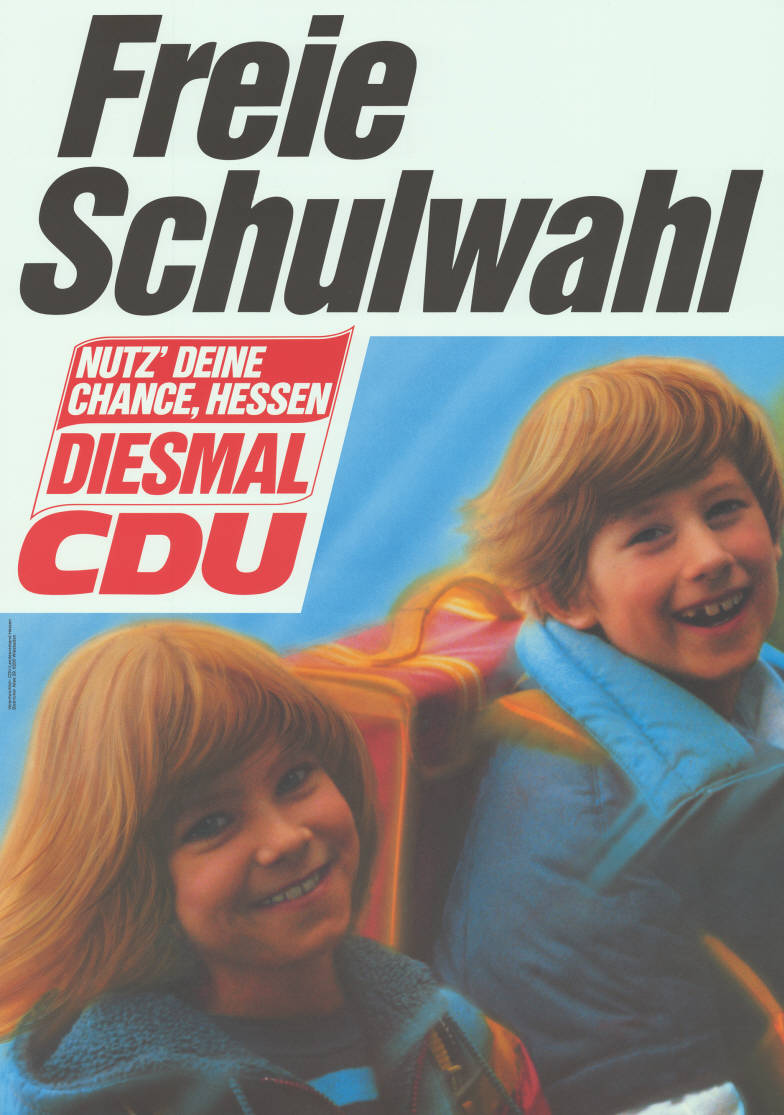
Cartel electoral de la CDU

La educación fue sin dudas el tema más importante y controvertido durante la campaña, debido a los programas radicalmente diferentes que tanto la CDU como el SPD tenían acerca de este tema. Durante la campaña, el SPD anunció su intención de formar una coalición rojo-verde con Alianza 90/Los Verdes.

## Candidatos
El SPD no postuló con el primer ministro Holger Börner, sino con el ministro de Cultura Hans Krollmann. El candidato de la CDU fue el exalcalde de Frankfurt y Ministro Federal del Medio Ambiente Walter Wallmann, mientras que el candidato del FDP fue Wolfgang Gerhardt. Los Verdes postularon a dos cabezas de lista: Iris Blaul y Joschka Fischer.

## Resultados
La elección del 5 de abril de 1987 dio el siguiente resultado:
| Partido        | Partido        | Votos     | %     | Candidatos | Mandatos directos | Escaños |
| -------------- | -------------- | --------- | ----- | ---------- | ----------------- | ------- |
| Hab. inscritos | Hab. inscritos | 4.167.871 |       |            |                   |         |
| Votantes       | Votantes       | 3.346.992 | 80,30 |            |                   |         |
| Votos válidos  | Votos válidos  | 3.313.184 | 98,99 |            |                   |         |
|                | CDU            | 1.395.411 | 42,12 | 55         | 29                | 47      |
|                | SPD            | 1.331.760 | 40,20 | 55         | 26                | 44      |
|                | GRÜNE          | 311.395   | 9,40  | 55         |                   | 10      |
|                | FDP            | 259.133   | 7,82  | 55         |                   | 9       |
|                | DKP            | 9.168     | 0,28  | 55         |                   |         |
|                | ÖDP            | 4.627     | 0,14  | 23         |                   |         |
|                | FRAUEN         | 1.004     | 0,03  | 7          |                   |         |
|                | UngüLtiG       | 244       | 0,01  | 2          |                   |         |
|                | BUNTE          | 190       | 0,01  | 2          |                   |         |
|                | Mündige Bürger | 129       | 0,00  | 1          |                   |         |
|                | Öko            | 123       | 0,00  | 1          |                   |         |
| Total          | Total          | 3.313.184 | 100   | 311        | 55                | 110     |

El resultado de las elecciones fue inusualmente escaso. Alrededor de las 20:30 reloj ya todos los votos en circuscripciones se habían contabilizado, y no se sabía con certeza si había un estancamiento o una mayoría amarilla-negra. Sólo con la promulgación del resultado final oficial preliminar a las 21:15 reloj (el recuento se llevó a cabo en tiempo récord), estuvo claro que la CDU y el FDP habían logrado una mayoría suficiente.

## Post-elección
Después de la victoria de la CDU se formó la coalición con el FDP. El exalcalde de Frankfurt am Main (1977-1986) y Ministro de Medio Ambiente, Conservación de la Naturaleza y Seguridad Nuclear, (1986-1987) Walter Wallmann (CDU) se convirtió en el nuevo primer ministro. Por lo tanto, la CDU tuvo por primera vez en Hesse a un ministro-presidente de sus filas.